# Greyston Bakery
Greyston Bakery — пекарня, основанная в 1982 году Берни Глассманом. Greyston Bakery — коммерческая организация, подразделение занимающегося борьбой с бедностью в округе Уэстчестер благотворительного фонда Greyston Foundation, куда идут доходы пекарни.

## История
Фирма была создана в 1982 в Йонкерсе, штат Нью-Йорк известным дзэн-буддистом Берни Глассманом. В городе было много бездомных, безработных и людей, живших за чертой бедности. Greyston Bakery нанимала низкоквалифицированных работников из числа местных жителей и продавала выпечку в рестораны Манхэттана. В 1989 году пекарня заключила соглашение с крупной фирмой Ben & Jerry’s, став поставщиком брауни и мороженого. Успешная работа позволила компании расширяться, в 2004 году пекарня переехала в новое здание, спроектированное известным архитектором Майей Лин.
Основным потребителем Greyston Bakery остаётся Ben & Jerry’s, компания также распространяет выпечку через интернет. Распределением всего дохода фирмы занимается благотворительный фонд Greyston Foundation. Деньги идут на улучшения жилищных условий местного населения, детские сады и больницы.